# 星際大戰：原力釋放
《星球大战：原力释放》是一款LucasArts出品的電子遊戲以及原力釋放多媒體計劃的一部份；其他原力釋放計劃的開發商和出版商還包括黑馬漫畫、樂高、孩之寶和Del Rey Books。《原力釋放》是為家用平臺PlayStation 2、PlayStation 3、Wii和Xbox 360以及移動平臺iPhone、N-Gage、Nintendo DS、PlayStation Portable和支持Java的手機所開發。本遊戲在北美於2008年9月16日發售，在澳大利亞與東南亞於9月17日發售，在歐洲於9月19日發售。PlayStation 3和Xbox 360版的試玩版於8月21日提供下載，LucasArts還在12月5日為這兩個平臺提供了可下载内容。
原力釋放計劃銜接了星球大戰的兩個三部曲并介紹了一位新主角、達斯·維德的秘密學徒：弑星者（Starkiller）。公眾對此作評價褒貶不一，表揚其令人信服的故事，強大的物理效果和令人印象深刻的藝術設計，但對其令人沮喪的遊戲性表示失望。儘管有著這些褒貶不一的評價，這款遊戲在美國和澳大利亞都成為了暢銷作品，首月銷量超過100萬份。

## 外部連結
- （英文）官方網站 （页面存档备份，存于）
- （英文）N-Gage版本官方網站 （页面存档备份，存于）
- （英文） Wookieepedia上的相关条目：Star Wars: The Force Unleashed
- （英文）互联网电影数据库（IMDb）上《星際大戰：原力釋放》的资料（英文）